# Amolops granulosus
Amolops granulosus es una especie de anfibio anuro de la familia Ranidae. Se distribuye por el este de la provincia de Sichuan y el oeste de la de Hubei, China. Habita en bosques entre los 650 y los 2200 metros de altitud. Se reproducen en arroyos en torno a septiembre. Pueden llegar a congregarse miles de ranas en un arroyo para reproducirse. No es una especie muy común pero tiene un área de distribución amplio por lo que no se cree que esté en peligro de extinción.